# Little Snoring
Little Snoring är en ort och civil parish i Storbritannien.   Den ligger i grevskapet Norfolk och riksdelen England, i den sydöstra delen av landet, 160 km norr om huvudstaden London. Little Snoring ligger 58 meter över havet och antalet invånare är 603.
Terrängen runt Little Snoring är platt. Runt Little Snoring är det ganska tätbefolkat, med 104 invånare per kvadratkilometer. Närmaste större samhälle är Fakenham, 4,5 km sydväst om Little Snoring. Trakten runt Little Snoring består till största delen av jordbruksmark.